# Itame verrillata
Itame verrillata là một loài bướm đêm trong họ Geometridae.